# Sid Meier

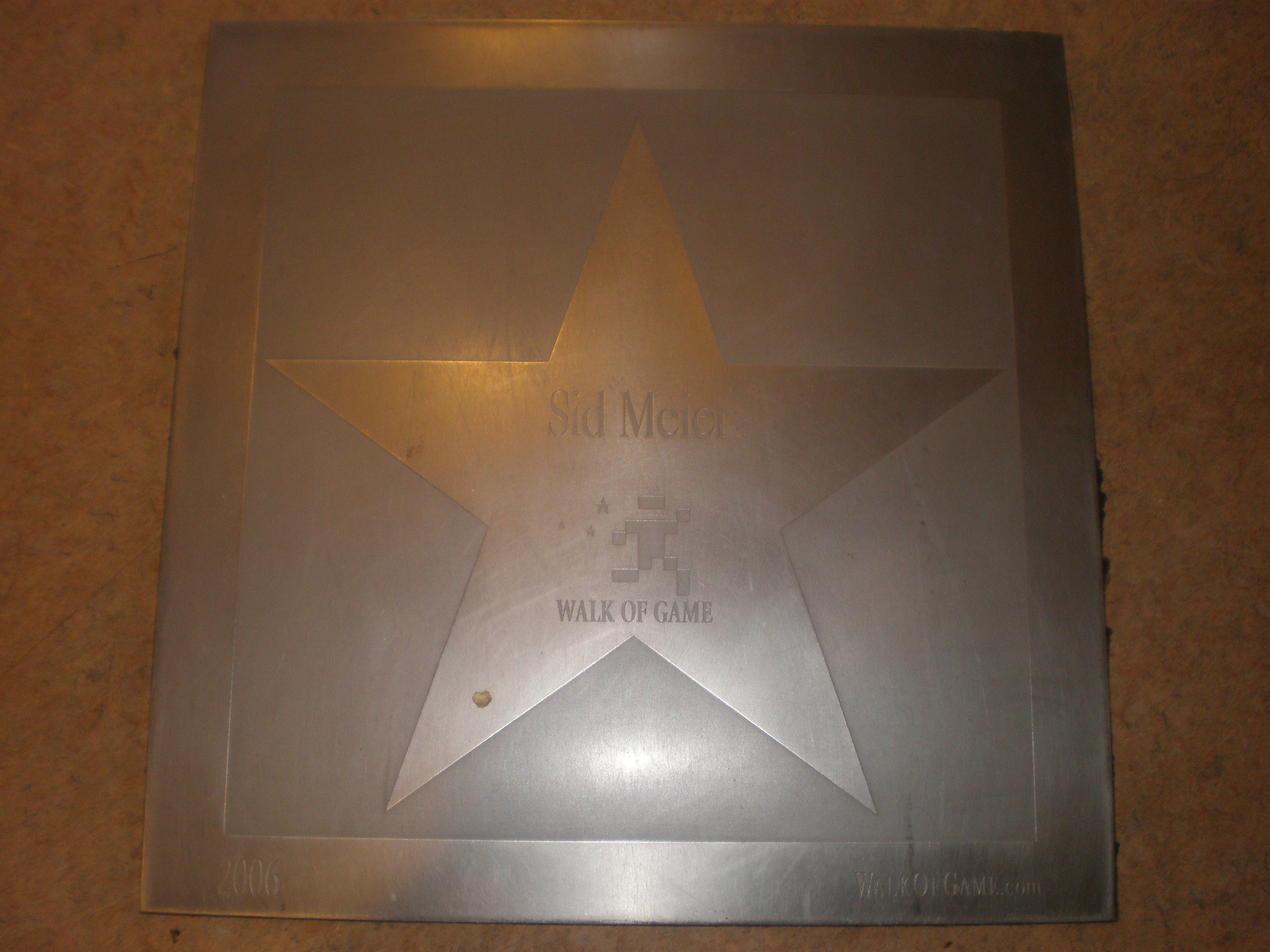
Meierova hvězda na Walk of Game v San Franciscu

Sid Meier (* 24. února 1954, Sarnia, Kanada) je kanadský programátor, herní designer, spoluzakladatel vývojářské společnosti MicroProse. Je známý jako autor strategických vieoher, jako například Pirates (1987), Railroad Tycoon (1990), nebo patrně jeho nejúspěšnější 4X herní série Civilization.
Byl oceněn zařazením do Síně slávy akademie Academy of Interactive Arts & Sciences. V roce 2020 vydalo nakladatelství W. W. Norton knihu Sid Meier's Memoir!: A Life in Computer Games.

## Hry
Videohry, jejichž je Sid Meier autorem nebo spoluautorem:
1982
- Formula 1 Racing
- Hellcat Ace
- Chopper Rescue
- Spitfire Ace
- Floyd of the Jungle

1983
- NATO Commander
- Wingman

1984
- Solo Flight

1985
- F-15 Strike Eagle
- Silent Service
- Crusade in Europe
- Decision in the Desert

1986
- Conflict in Vietnam
- Gunship

1987
- Sid Meier's Pirates

1988
- Red Storm Rising
- F-19 Stealth Fighter

1989
- F-15 Strike Eagle II
- Sword of the Samurai

1990
- Covert Action
- Railroad Tycoon

1991
- Civilization
- F-117A Nighthawk Stealth Fighter 2.0

1993
- Pirates! Gold

1994
- Colonization

1996
- Civilization II

1997
- Magic: The Gathering
- Sid Meier's Gettysburg!

1998
- Sid Meier's Antietam!

1999
- Sid Meier's Alpha Centauri

2001
- Civilization III

2002
- Sid Meier's SimGolf

2004
- Sid Meier's Pirates!

2005
- Civilization IV

2006
- Sid Meier's Railroads!

2008
- Sid Meier's Civilization Revolution
- Sid Meier's Pirates! Mobile
- Sid Meier's Railroad Tycoon Mobile
- Civilization IV: Colonization

2010
- Civilization V

2011
- Civilization World

2013
- Sid Meier's Ace Patrol
- Sid Meier's Ace Patrol: Pacific Skies

2014
- Civilization Revolution 2
- Civilization: Beyond Earth

2015
- Sid Meier's Starships

2016
- Civilization VI